# Yingkou
Yingkou (forenklet kinesisk: 营口; traditionel kinesisk: 營口; pinyin: Yíngkǒu; Wade-Giles: Yíng-k'ǒu) er en by på præfekturniveau i provinsen Liaoning i Kina. Præfekturet har et afreal på 4,970 km², og en befolkning på 2.330.000 (2007).
Yingkou var tidligere kendt som Newchwang (牛莊; pinyin: Niúzhuāng; manchuisk: Ishangga gašan hoton) – en af traktathavnene som blev åbnet efter Tianjintraktaten af 1858. Byen lå tæt ved 50 km fra kysten, ved floden Liao He. Efter at traktaten var undertegnet opdaget briterne at floden ikke var dyb nok for deres skibe. Da blev traktathavnen flyttet nedover nærmere flodudløbet, og det er der nutidens Yinkou ligger. 

## Administrative enheder
Bypræfekturet Yingkou har jurisdiktion over 4 distrikter (区 qū) og 2 byamter (市 shì).
| Kort              | Kort      | Kort     | Kort          | Kort                   | Kort        | Kort      |
| ----------------- | --------- | -------- | ------------- | ---------------------- | ----------- | --------- |
| Kort over Yingkou |           |          |               |                        |             |           |
| #                 | Navn      | Hanzi    | Pinyin        | Befolkning (2003 est.) | Areal (km²) | Indb./km² |
| Distrikter        |           |          |               |                        |             |           |
| 1                 | Zhanqian  | 站前区   | Zhànqián Qū   | 260.000                | 70          | 3.714     |
| 2                 | Xishi     | 西市区   | Xīshì Qū      | 160.000                | 20          | 8.000     |
| 3                 | Bayuquan  | 鲅鱼圈区 | Bàyúquān Qū   | 300.000                | 268         | 1.119     |
| 4                 | Laobian   | 老边区   | Lǎobiān Qū    | 130.000                | 306         | 426       |
| Byamter           |           |          |               |                        |             |           |
| 5                 | Dashiqiao | 大石桥市 | Dàshíqiáo Shì | 720.000                | 1.379       | 522       |
| 6                 | Gaizhou   | 盖州市   | Gàizhōu Shì   | 730.000                | 2.928       | 249       |

40°40′N 122°14′Ø / 40.667°N 122.233°Ø